# 15 Disques d'Or
15 Disques d'Or est une compilation de 15 succès, 7 ballades sur la face 1 et 8 pop (musique)s sur la face 2, de Claire Lepage sortie en 1967.

## Liste des pistes
Face 1 (Côté Ballade)
1. Bang Bang (Sonny Bono - Gilles Brown)
2. Dis-moi Mon Ami (George Lagios - Claire Lepage - Denis Pantis)
3. Comment se Fait (T. Hatch - Claire Lepage)
4. Le Cœur Qui Jazze (Alain Goraguer - Robert Gall)
5. Le Vieux Piano (John Lennon - Paul McCartney - Michel Pagliaro)
6. La Souris et La Guitare (Jacques Blanchet)
7. Le Premier Chagrin d'Amour (Robert Gall - C. H. Vic)

Face 2 (Côté rythmé)
1. Senor et Senorita - Michel Pagliaro)
2. Bam Bam Bam (Napolitano)
3. Dans Tous Les Pays (William "Mickey" Stevenson - Marvin Gaye)
4. L'Amour n'Attend Pas (Danny Hutton - Larry Goldberg - Gilles Brown)
5. Garçon Manqué (D. Gates - Pierre Saka)
6. Je Suis Triste (David White - John Maddera - Gilles Brown)
7. Le Jour Viendra (Bob Hilliard - Mort Garson)
8. Un Jeune Homme Bien (Ray Davies - Frank Gérald)